# Rasthène
Die Rasthène ist ein kleiner Fluss in Frankreich, der im Département Cantal in der Region Auvergne-Rhône-Alpes verläuft. Sie entspringt im Gemeindegebiet von Badailhac, entwässert generell Richtung Südsüdwest und mündet nach rund 15 Kilometern an der Gemeindegrenze von Cros-de-Ronesque und Vezels-Roussy als linker Nebenfluss in den Goul. Bei ihrer Mündung stößt die Rasthène auf das benachbarte Département Aveyron in der Region Okzitanien.

## Orte am Fluss
(Reihenfolge in Fließrichtung)
- Badailhac
- Le Montat, Gemeinde Carlat
- Cros-de-Ronesque
- Calves, Gemeinde Carlat
- Ronesque, Gemeinde Cros-de-Ronesque